# Torres Tennis Sassari

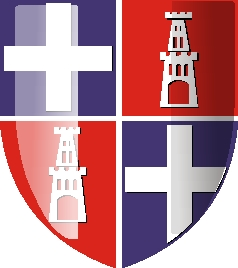
Torres Tennis

L'A.S.D. Torres Tennis "A.Bozzo" 1903 è il principale circolo di Tennis di Sassari ed uno dei più importanti della Sardegna.
Nel 2008 ha disputato con proprie squadre i seguenti campionati:
- Campionato degli affiliati: serie A1 maschile

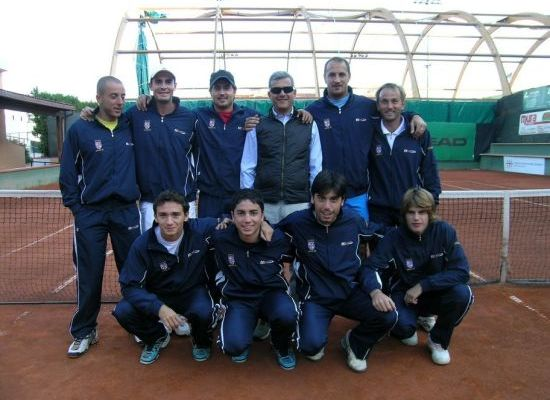
La squadra del 2007.

- Campionato serie B maschile
- Campionati Regionali
- Campionati Under 10/12/14/16
- Campionato Veterani

## La Squadra
- In piedi da sin.:Alessandro Accardo, Juan Alberto Viloca, Daniele Giorgini, il D.S. Carlo Sciarra, Elia Grossi, l'All. Di Meo,
- accosciati - le riserve: Luca Cattani, Alessandro Belfiori, Gino Asara, Franco Sciarra.